# Lista de deputados do Império do Brasil da 8.ª legislatura
Esta é a lista de deputados do Império do Brasil da 8.ª legislatura do Congresso Nacional. Inclui-se o nome civil dos parlamentares, o partido ao qual eram filiados na data da posse e a quantidade de votos que receberam para sua eleição, sua unidade federativa de origem, bem como outras informações. Esta legislatura da Câmara dos Deputados durou de 1850 a 1852, nos termos da Constituição Imperial de 1824.
A 8ª Legislatura foi composta por deputados provinciais eleitos nas eleições gerais de 1849. Por isso, houve duas sessões em 1850: a primeira de 1º de janeiro a 1 de maio (encerramento da sétima legislatura) e a segunda de 2 de maio a 11 de setembro (oitava legislatura). Ocorria no Brasil a Revolução Praieira.
Esta foi a oitava Legislatura da Câmara dos Deputados do Brasil, sendo a quinta do Segundo Reinado do Brasil.

## Presidência da Câmara de Deputados na 8.ª Legislatura[2]
| Nº | Nome do deputado                  | Imagem | Período                                     | Província de origem |  | Partido             |
| -- | --------------------------------- | ------ | ------------------------------------------- | ------------------- |  | ------------------- |
| 28 | Gabriel Mendes dos Santos         |        | 2 de janeiro de 1850 - 13 de agosto de 1851 | Minas Gerais        |  | Partido Conservador |
| 29 | José Ildefonso de Sousa Ramos     |        | 8 de maio de 1851 - 11 de maio de 1852      | Minas Gerais        |  | Partido Conservador |
| 30 | Antônio Peregrino Maciel Monteiro |        | 12 de maio de 1852 - 31 de dezembro de 1852 | Pernambuco          |  | Partido Conservador |